# گویش باجلانی
باجلانی شاخه‌ای از خانواده زبان کردی است که در کردستان عراق و مناطق غربی ایران دارای گویشور می‌باشد.